# ランダウ＝リフシッツ方程式
固体物理学において、ランダウ＝リフシッツ方程式（ランダウ＝リフシッツほうていしき、英: Landau–Lifshitz equation; LLE）は、固体中の磁場の時間発展を記述する時間と空間に関する偏微分方程式である。方程式の名前はソビエト連邦（現在のロシア）の二人の物理学者、レフ・ランダウとエフゲニー・リフシッツに因む。

## ランダウ＝リフシッツ方程式
ランダウ＝リフシッツ方程式は、異方的な磁性体の磁場を記述する。以下では空間次元を n で表し、時空の次元を (n + 1) と表すことにする。本節の記述は (Faddeev & Takhtajan 2007, chapter 8) に従う：
ランダウ＝リフシッツ方程式はベクトル場 S に対する方程式である。ベクトル場とは、言い換えれば Rn + 1 上の R3 値関数のことである。物理学においては、Rn + 1 はユークリッド空間として表すことのできる時間と空間の組に対応し、関数の値は時空上の各点における場の強さと空間的な向きに対応している。ランダウ＝リフシッツ方程式は 3 × 3 の対称行列 J に依存する。行列 J は対角行列 {\displaystyle J=\operatorname {diag} (J_{1},J_{2},J_{3})} であると見なすことが多い。
ランダウ＝リフシッツ方程式は以下のハミルトニアン H に対する正準方程式によって与えられる。
ここで、右辺第 2 項 J(S) はベクトル場 S に対する J の二次形式である。上記のハミルトニアンを正準方程式に与えれば、ベクトル場 S に関する偏微分方程式として以下に示すランダウ＝リフシッツ方程式が得られる。
特に (1 + 1) 次元の場合、ランダウ＝リフシッツ方程式は、
と表される。
同様に (2 + 1) 次元の場合、
(3 + 1) 次元の場合、
と表すことができる。

## 可積分な例
ランダウ＝リフシッツ方程式は一般の場合 (2) には可積分ではないが、(1 + 1) 次元の場合 (3) は可積分である。また、(1 + 1) 次元ランダウ＝リフシッツ方程式は J = 0 の場合、連続古典ハイゼンベルク強磁性方程式に帰着する（古典ハイゼンベルクモデルなどを参照）。